# Philip Treacy
Philip Treacy OBE (* 26. Mai 1967 in Ballinasloe im County Galway) ist ein irischer Haute-Couture-Modist und Designer. Er stattet regelmäßig die Mitglieder des britischen Königshauses und zahlreiche bekannte Persönlichkeiten des öffentlichen Lebens mit seinen Hutkreationen aus. Philip Treacy arbeitet mit vielen Haute-Couture-Labels zusammen und hat auf Fashionshows eigene Präsentationen seiner Hutmodelle.

## Leben
Philip Treacy wuchs mit seinen acht Geschwistern in einem kleinen Dorf bei der Stadt Ballinasloe im Westen Irlands auf. 1985 begann er ein Studium an der National College of Art and Design in Dublin. Das Entwerfen von Hüten betrachtete Treacy schon während des Studiums als Hobby. 1988 gewann er ein Stipendium am Royal College of Art in London. Bereits während seines Studiums war er freiberuflich für die Modedesigner John Galliano und Rifat Özbek tätig.
Seine Abschluss-Show im Jahr 1990 verschaffte ihm Anerkennung in der internationalen Modebranche und er eröffnete sein eigenes Geschäft in London im Haus von Detmar und Isabella Blow. Isabella Blow, eine bekannte Modistin und Style-Editorin von Tatler, verhalf Treacy seine eigene Karriere zu starten, indem sie fast ausschließlich seine Hüte trug.

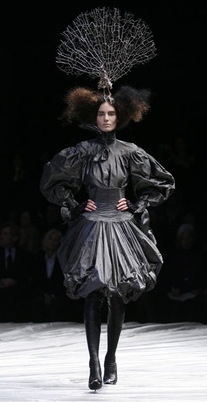
Hutkreation für Alexander McQueens Herbstkollektion "The girl who lived in the tree"

Philip Treacy arbeitete zuerst für Chanel unter Karl Lagerfeld und später für Donna Karan, Ralph Lauren, Thierry Mugler, Givenchy, Versace und Valentino. Im Jahr 1991 trug Linda Evangelista eine Hutkreation von Treacy angefertigt für Chanel auf dem Cover der britischen Vogue, fotografiert von dem französischen Fotografen Patrick Demarchelier. Treacy erhielt seine erste eigene Modenshow während der Londoner Fashion Week im Jahr 1993, bei der unter anderem Kate Moss, Naomi Campbell, Christy Turlington und Stella Tennant die ausschließlich schwarzen Hüte präsentierten. Bereits in den frühen 1990er Jahren wurde er fünfmal mit dem Titel British Accessory Designer of the Year ausgezeichnet.
Seit 1994 besitzt Treacy seinen eigenen Shop, in dem er drei eigene Labels – Silver, Purple und Men’s – für Hutkreationen vertreibt. Im Jahr 1997 erweiterte er seine Accessoire-Kreationen auf Handtaschen, Handschuhe und Lederwaren. Im gleichen Jahr stattete er seine erste Show in New York mit seinen Hüten aus.
Im Jahr 1999 bat ihn Alexander McQueen, der als Chefdesigner bei Givenchy arbeitete, für seine weiße Kollektion die Hüte zu designen.
1999 wurde er von der Federation Françoise de la Couture eingeladen, seine Hüte bei der ersten Haute-Couture-Show seit 70 Jahren, die ausschließlich Hüten gewidmet war, bei der Frühjahr-Sommer-Show zu präsentieren. Neben den eigenen jährlichen Modenschauen stattet Treacy die Shows unter anderem von Chanel, Valentino und Christian Dior mit meist extravaganten Hutkreationen aus. Seiner Mentorin Isabella Blow widmete er 2002 im Londoner Design Museum die Ausstellung When Philip Met Isabella mit allen Hutentwürfen, die er seit 1990 für sie kreierte. Im gleichen Jahr wurden seine Leistungen in einer eigenen Show im Victoria and Albert Museum in London geehrt, bei der Naomi Campbell die Hutmodelle präsentierte.
Inspiriert von Isabella Blow, widmete er seine dritte Haute Couture-Show 2003 Andy Warhol. Neben extravaganten Hüten, wie dem Campbell-Suppendosenhut oder dem Bananenhut komplettierte er seine Warhol-Kollektion mit wasserfesten Accessoires, die mit Drucken von Warhol verziert wurden.
Im Jahr 2004 bekam Treacy den Auftrag die Inneneinrichtung für ein Hotel zu entwerfen: das 103-Betten The g-Hotel in Galway, das 2005 realisiert wurde. Zum 40. Firmenjubiläum der Inneneinrichtungskette Habitat designte er 2004 den Portrait Chair. Gleichzeitig erweiterte er seine Accessoire-Linie um eine Sonnenbrillenkollektion.
Im Jahr 2006 stattete der Hutmacher die Ausstellung Anglomania: Tradition und Transgression in British Fashion im Metropolitan Museum mit Hüten aus seiner Orchideen-Kollektion aus, die mit Kleidern aus dem 18. Jahrhundert und Schleppen kombiniert wurden. Im gleichen Jahr begann seine Zusammenarbeit mit dem britischen Sportbekleidungshersteller Umbro.
Zum Begräbnis seiner Förderin Isabella Blow dekorierte Treacy im Juni 2007 den Sarg der Modejournalistin mit einem schwarzen Fregattenhut aus, den er bereits 1995 für sie entworfen hatte. Zum ersten Mal präsentierte er seine Hüte auf einer Ausstellung während des Royal-Ascot-Pferderennens. Im November 2007 wurde Treacy für seine Verdienste um die britische Mode-Industrie von Prinz Charles in Anwesenheit von Camilla, Duchess of Cornwall, bei einer Zeremonie im Clarence House zum Officer des Order of the British Empire (OBE) ernannt.

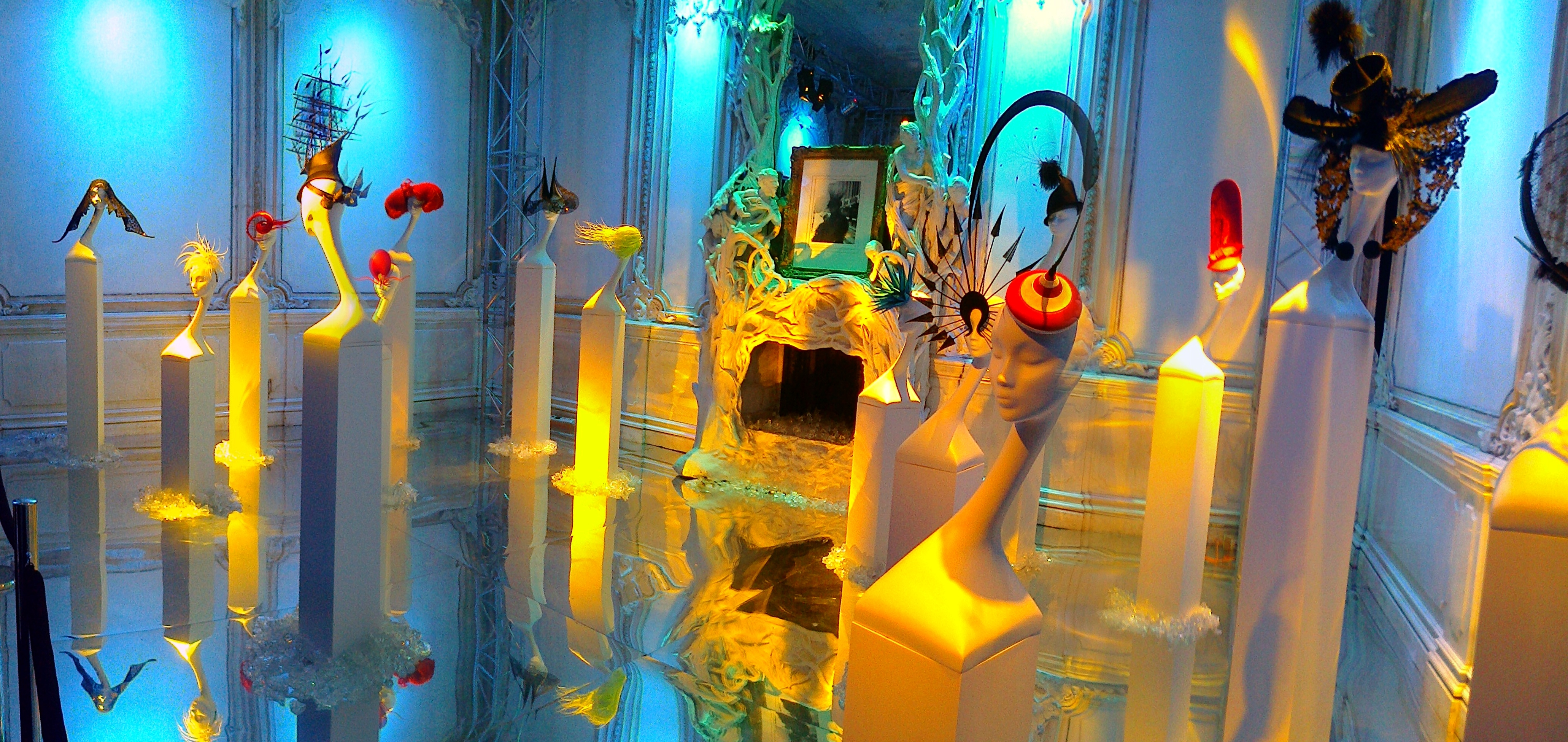
Philip Treacy Werkshow in Moskau 2014/2015

Für die Bühnenshows von Grace Jones beim Massiv Attack Meltdown Festival 2008 und die Hurricane-Tour 2009 entwarf er die Outfits und Kopfbedeckungen. Für die BRIT Awards 2014 ist Treacy mit dem Design für die Statuen, die an die Preisträger verliehen werden, beauftragt worden.
Im November 2014 wurde im Chekhov House Museum in Moskau die zweimonatige Werkschau Philip Treacy: Hats in the 21st Century der Hutentwürfe Philip Traceys eröffnet.

## Stil
Die Hutmodelle von Philip Treacy sind sehr vielfältig, von klassischen bis zu futuristischen Kreationen. Treacy entwirft neben großen Hüten insbesondere aufwendige Fascinators. Er verwendet bevorzugt hochwertige Materialien bei der Gestaltung seiner Hüte, wie Diamanten des britischen Juweliers Asprey & Garrard, schwarze Perlen aus Tahiti, handgedrehte Yokohama-Hühnerfedern und Kunstblumen der Manufaktur Heide Steyer.
Treacy stattete auch zahlreiche Filme, unter anderem die Harry-Potter-Filme und Sex and the City mit Hutentwürfen aus. Je nach eingesetztem Material und Aufwand können Hüte von Philip Treacy mehrere zehntausend Pfund Sterling kosten.

## Philip Treacys Kunden und Kundinnen

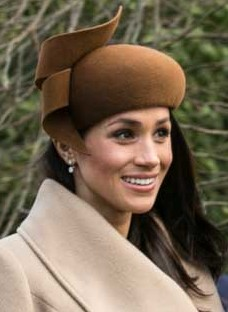
Meghan Markle, Weihnachten 2017

Philip Treacy gilt als einer der einflussreichsten Hutdesigner der Gegenwart. Camilla Parker Bowles trug im Jahr 2005 eine Hutkreation aus gebogenen Federn bei ihrer Hochzeit mit Prinz Charles, ein Modell, für das sie sich in den nächsten Jahren in unterschiedlichen Farbvarianten noch mehrfach entscheiden sollte. Königin Elisabeth II. trug zahlreiche Entwürfe von Philip Treacy, unter anderem bei Royal Ascot Pferderennen 2009. Für die Hochzeit von Prinz William und Catherine Middleton am 29. April 2011 schuf er 36 Hutkreationen der geladenen Gäste, unter anderem die Hüte von Camilla, Duchess of Cornwall, den Prinzessinnen Beatrice of York und Eugenie of York, Zara Phillips, Prinzessin Michael of Kent, der Prinzessin Mathilde von Belgien sowie Tara Palmer-Tomkinson und Victoria Beckham. Kontrovers wurde insbesondere Treacys Hut für Beatrice of York beurteilt, der in den Medien Assoziationen mit einer schweinchenfarbenen Riesenbrezel, einer Klobrille oder einem Elchgeweih hervorrief, jedoch anschließend für über 93.000 Euro versteigert wurde.

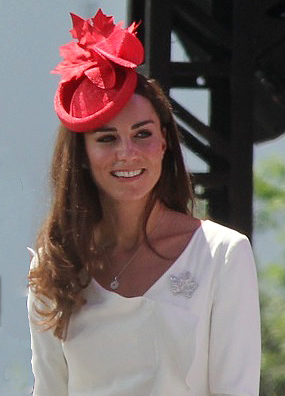
Catherine, Herzogin von Cambridge in Ottawa beim kanadischen Nationalfeiertag 2011 mit einem roten Ahornhut

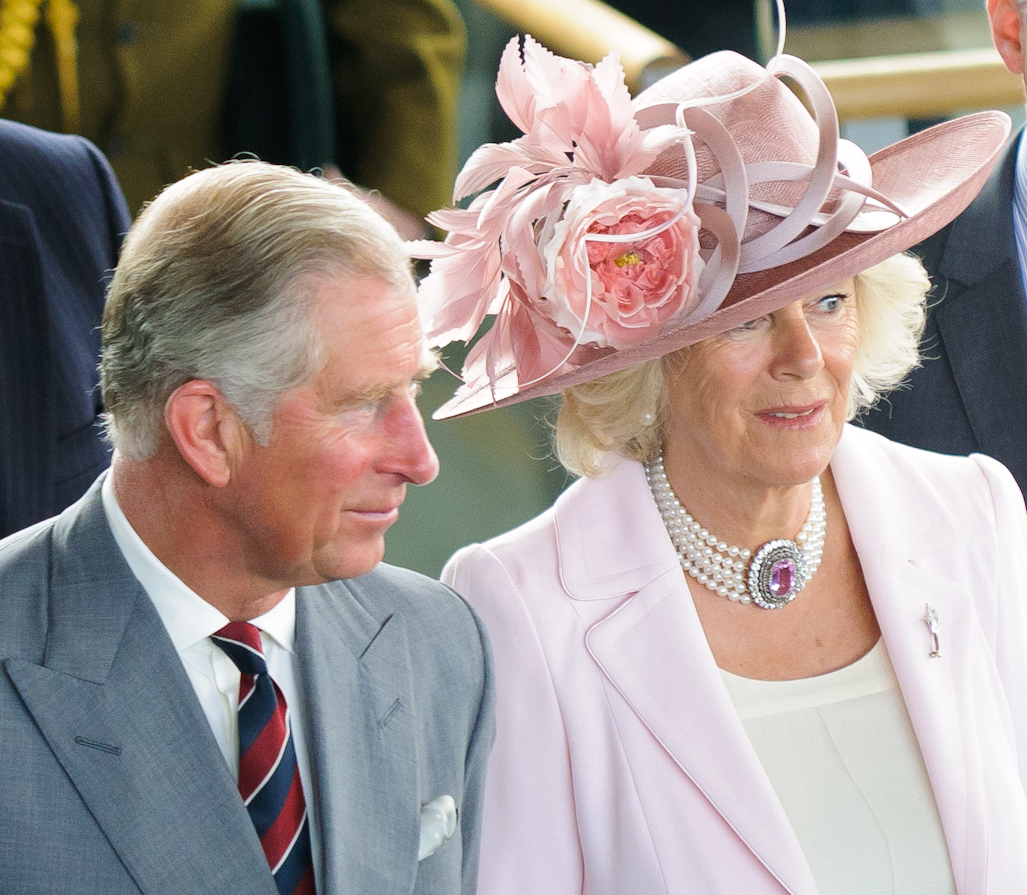
Camilla, Duchess of Cornwall, Eröffnung des walisischen Parlaments 2011

Neben gesellschaftlichen Events, wie Hochzeiten und dem traditionellen Pferderennen von Ascot stattet Treacy regelmäßig Schauspielerinnen und Sängerinnen für Premieren und extravagante Auftritte mit ausgefallenen Kopfbedeckungen aus. Zu seinen bevorzugten Kundinnen zählen Sarah Jessica Parker, Lady Gaga, Kim Cattrall und Emma Watson.
Seine Hutentwürfe tragen neben berühmten Kundinnen auch Männer, unter anderem David Beckham, Boy George und Guy Ritchie.

## Auszeichnungen
- Fünfmaliger Gewinner des British Accessory Designer of the Year, verliehen vom British Fashion Council
- 2001 Moet & Chandon Award for Luxury
- 2003 Dream Weaver Award, verliehen von der Fashion Group International
- 2004 International Designer of the Year
- 2004 China Fashion Awards, Shanghai
- 2006 Ehrendoktorwürde der National University of Ireland
- 2007 Ernennung zum Officer des Order of the British Empire (OBE)

## Berühmte Hutkreationen
Philip Treacy entwarf zahlreiche Kopfbedeckungen, die ein großes mediales Aufsehen erregten und heute in Design-Museen ausgestellt werden. Zu den bekanntesten Kreationen zählen:
- Opiumhöhlenhut, getragen von Naomi Campbell[18]
- Telefonhut von Lady Gaga, getragen 2010
- Eiskristallhut von Lady Gaga, getragen bei den Grammy Awards 2009
- Hummerhut von Lady Gaga
- Geweihhut von Lady Gaga
- Blumenhelm von Lady Gaga, getragen auf der London Fashion Week 2013
- The Ship, der schwarze Fregattenhut für Isabella Blow 1995
- The Castle für Isabella Blow, u. a. nach einem Vorbild von Schloss Neuschwanstein
- Blowhut für Isabella Blow
- Chinese Garden-Hut für Isabella Blow, 2005
- Feder-Fascinator von Camilla Parker Bowles bei ihrer Hochzeit 2005
- Schmetterlingshut von Prinzessin Beatrice of York, getragen bei der Hochzeit von Peter Phillips und Autumn Kelly
- Grüner Fascinator von Sarah Jessica Parker bei der Weltpremiere von Sex And The City im Odeon Leicester Square
- Irokesenhut für Sarah Jessica Parker, getragen bei der MET-Gala 2013[19]
- Campbell-Suppendosenhut für Naomi Campbell, 2003[20]
- Shocking Pink Roswell Hat, getragen u. a. von Grace Jones und Isabella Blow
- Roter Ahorn-Fascinator von Catherine, Duchess of Cambridge, beim Canada Day 2011
- Pink Hand, getragen von Grace Jones 2012
- Ägyptischer Kopfschmuck, getragen von Madonna beim Super Bowl 2012
- Smiley Face, getragen auf einer Fashionshow 2012

Hutentwurf für Beatrice of York
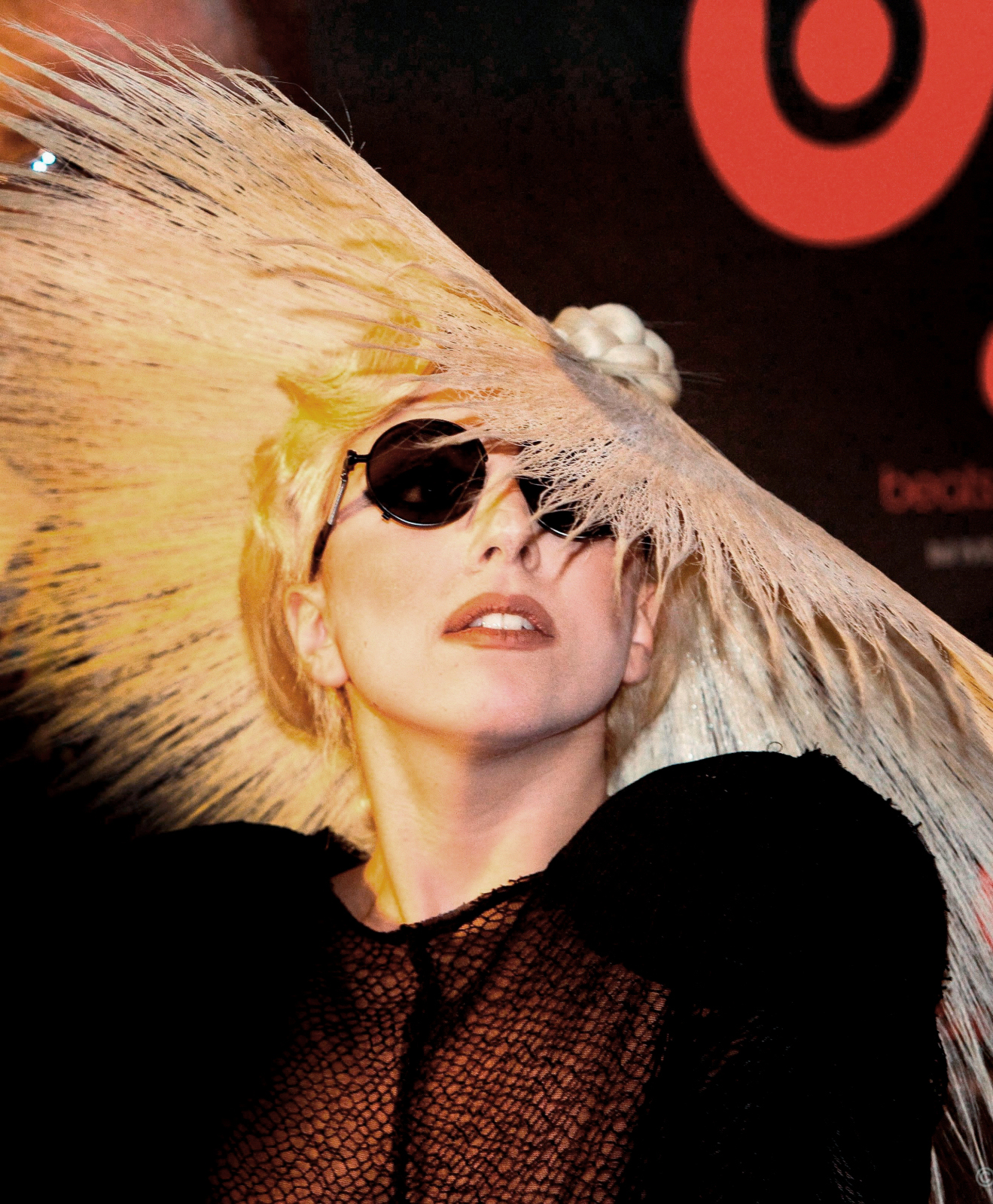
Lady Gaga mit einem Strohhut
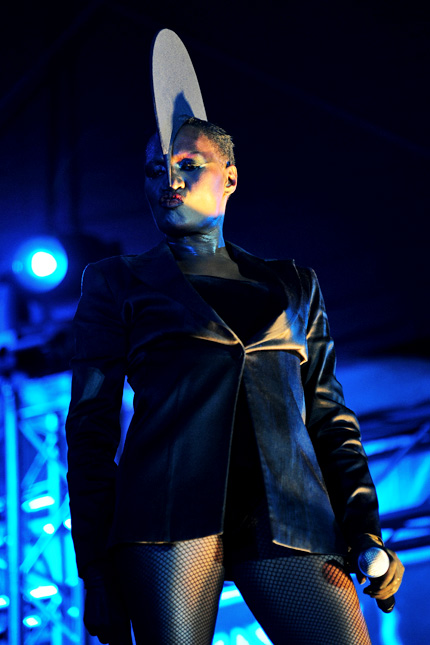
Grace Jones mit einem Irokesenhut
Langhaarhut für Lady Gaga

## Ausstellungen
Die Hutentwürfe von Philip Treacy sind in zahlreichen Einzelausstellungen auf Fashionshows und in Designmuseen ausgestellt worden, u. a.
- Fashion meets arts auf der Biennale von Florenz (1996)
- The cutting edge im Victoria und Albert-Museum, London (1997)
- Adressing the century in der Hayward Gallery, London und Satellites of Fashion im Crafts Council, London (1998)
- Unlikely Sculpture, London (2000), später in Dublin (2001) und Mailand (2001)
- Kunstbiennale in Venedig, in Zusammenarbeit mit Vanessa Beecroft (2001)
- When Philip Met Isabella: Philip Treacy’s Hüte für Isabella Blow im Design Museum, London (2002), später in Melbourne (2003), Sydney (2003), St. Petersburg (2007)
- Fashion show während des Royal Ascot im Bessborough Restaurant (2008, 2009)
- Haute Couture Orchids auf der Anglmania-Ausstellung im Metropolitan Museum of Art, New York
- Isabella Blow: Fashion Galore! im Somerset House (2013 bis 2014), London